# 유로콥터 MH-65 돌핀
유로콥터 MH-65 돌핀(영어: Eurocopter MH-65 Dolphin)은 미국 해안경비대에서 운용 중인 탐색 구조용 쌍발 엔진 헬리콥터이다. 프랑스에서 생산한 유로콥터 AS365 도팽의 파생형이다.

## 같이 보기
- 유로콥터 AS365 도팽
- 유로콥터 AS565 팬서
- 아구스타웨스틀랜드 AW109